# Urge
Urge (Deseo peligroso en España) es una película de suspenso estadounidense dirigida por Aaron Kaufman y escrito por Kaufman, Jerry Stahl y Jason Zumwalt. La película está protagonizada por Pierce Brosnan, Alexis Knapp, Ashley Greene, Justin Chatwin, Danny Masterson, Bar Paly, Chris Geere, Nick Thune, y James DeBello.

## Reparto
- Pierce Brosnan
- Alexis Knapp es Joey
- Ashley Greene es Theresa.
- Justin Chatwin es Jason.
- Danny Masterson es Neal
- Bar Paly
- Chris Geere es Vick.
- Nick Thune
- Kea Ho es Xiomara.
- James DeBello es Gambler.

## Producción
El 29 de septiembre de 2014, Pierce Brosnan se unió al elenco. El 2 de octubre de 2014, Ashley Greene se unió al elenco. El 7 de octubre de 2014, Danny Masterson se unió al elenco. El 14 de octubre de 2014 , Alexis Knapp, Bar Paly, Chris Geere y Nick Thune se unieron al elenco. El 24 de octubre de 2014, Justin Chatwin se unió al elenco. El rodaje comenzó el 6 de octubre de 2014, y concluyó el 14 de noviembre de 2014.